# Площа провінційного міста
«Площа провінційного міста» — картина українського художника Євграфа Крендовського, створена у 1850-х роках. Експонується в головній будівлі Третьяковської галереї в Москві (Зал 14).

## Опис
Простір площі заповнений людьми й тваринами. Художник розмістив персонажів, які знаходяться безпосередньо перед очима глядача, уздовж переднього плану. Праворуч — торговельні ряди, ліворуч — дерев'яна дзвіниця. Замикає складну композицію — лінія будівель інтендантських складів удалині.
«Масовка», що складається з декількох груп і окремих людей, ніби в русі: скачуть коні візників, бредуть бики, що тягнуть вози, йде жінка з коромислом, біжить собака, хлопчик несе мішок.

## Атрибуція
Довгий час вважали, що на картині зображена Олександрівська площа в Полтаві. Але в 2015 році краєзнавцями було доведено, що насправді це Торгова площа в старому Крюкові (зараз — це Крюківський район Кременчука).
У листопаді 2015 року в Третьяковській галереї відбулася щорічна конференція, на якій з доповіддю щодо атрибуції картини виступили Сергій Бояренцев та Володимир Тарасов. Наразі тривають перемовини з дирекцією галереї щодо корекції назви та опису картини.
Працівниками Кременчуцького краєзнавчого музею теж було проведене дослідження, яке підтвердило думку Сергія Бояренцева та Володимира Тарасова.

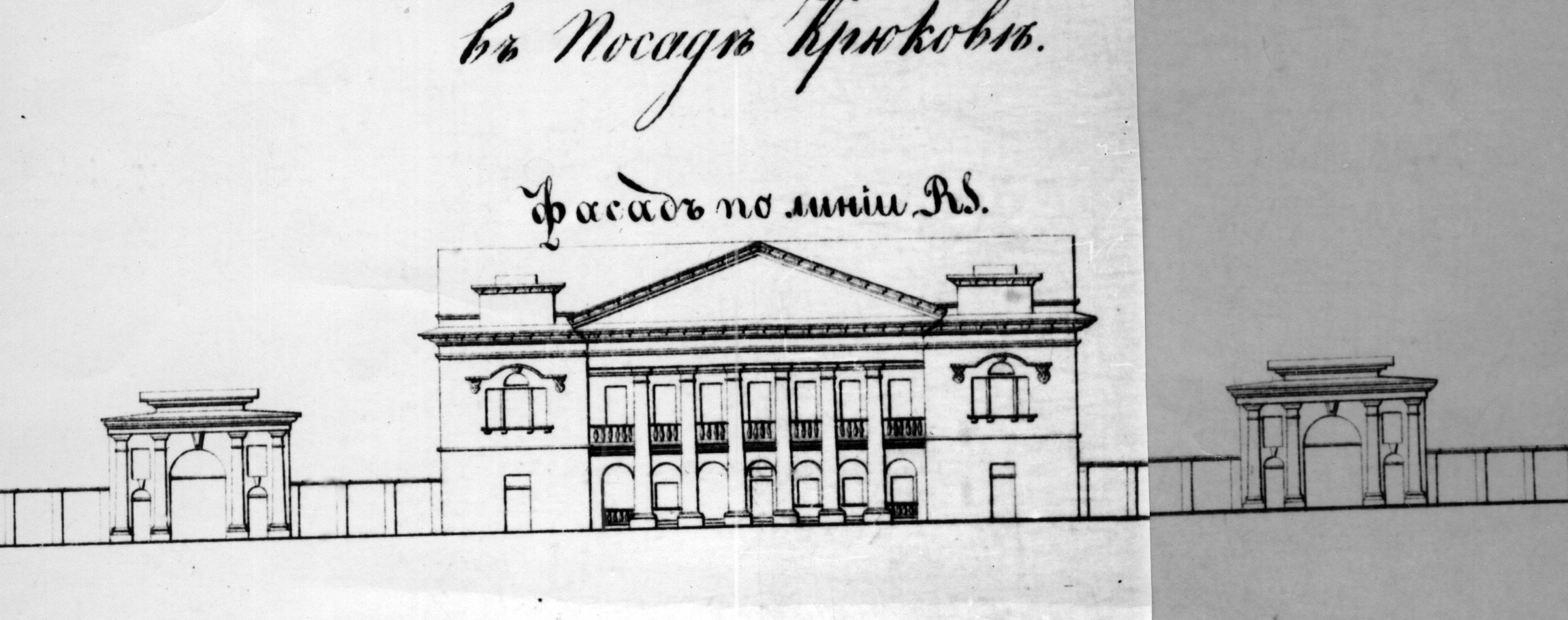
Ескіз будівель комплексу інтендантських складів

### Аргументи краєзнавців
На задньому плані зображено річку та протилежний беріг в зелені, що засвідчує те, що зображене місто — точно не Полтава.
Згідно плану Полтавської губернії 1848 року в Крюкові була базарна площа, поруч — торговельні ряди та Покровська церква.
Зображені на картині будівлі ідентичні ескізам будівель інтендантських складів (Кременчуцької комісаріатської комісії) та сучасному їхньому вигляду. Натомість в архітектурному ансамблі Круглої площі таких будівель немає.

## Сучасний вигляд місця

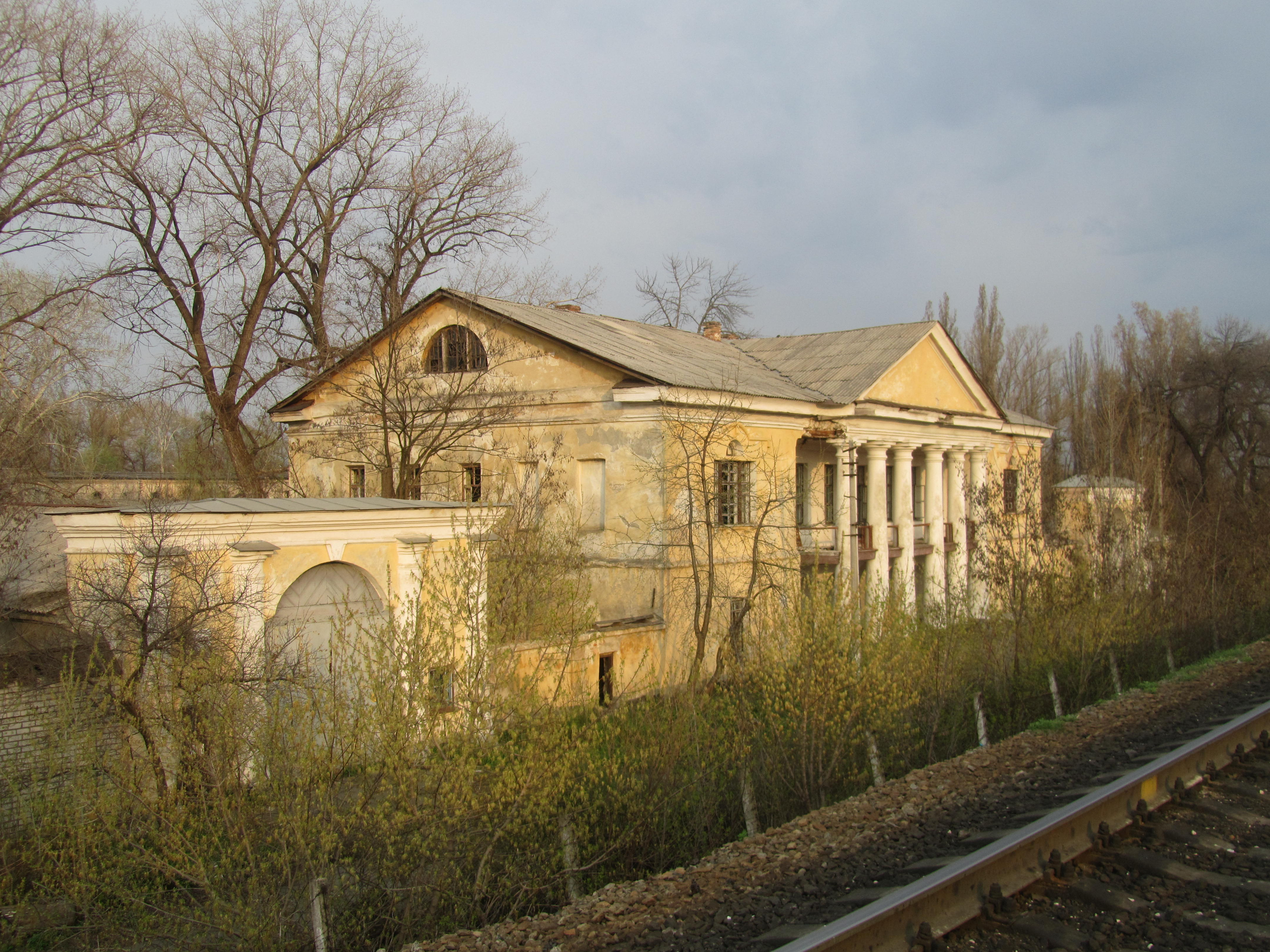
Сучасний вигляд будівель комплексу військових складів

Наразі ця площа повністю забудована. Дерев'яна Покровська церква пізніше була перебудована на кам'яну, яка була зруйнована в 1930-х роках. Перед комплексом будинків військових складів тягнеться високий залізничний насип.